# Pseudactinia
Pseudactinia es un género de cnidarios antozoos de la familia Actiniidae.

## Especies
Se reconocen las siguientes especies:
- Pseudactinia flagellifera (Drayton in Dana, 1846)
- Pseudactinia infecunda (McMurrich, 1893)
- Pseudactinia plettenbergensis Carlgren, 1928
- Pseudactinia varia Carlgren, 1938